# Gennadij Ziuganov

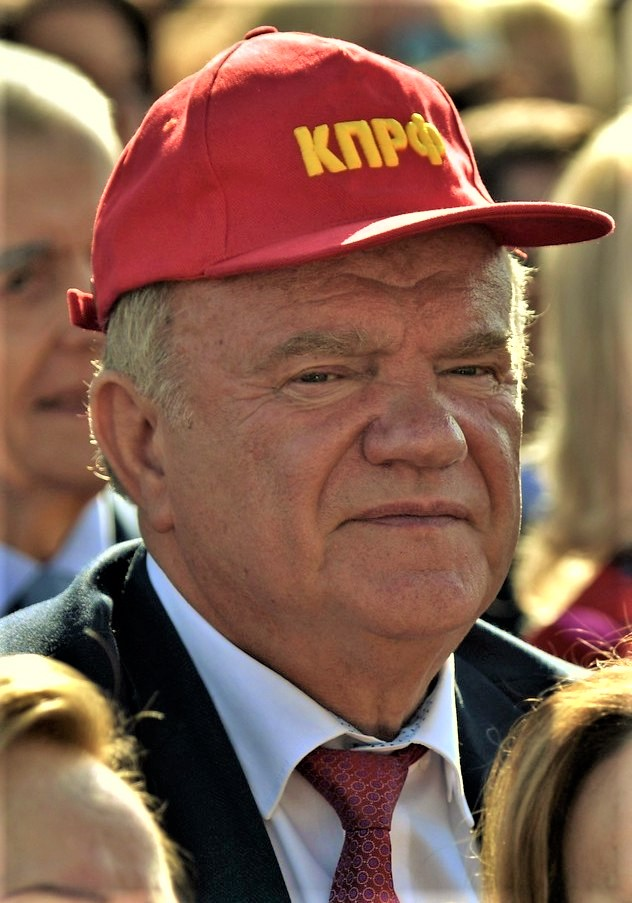
Gennadij Ziuganov 2019.

Gennadij Andrejevitj Ziuganov (ryska: Геннадий Андреевич Зюганов), född 26 juni 1944 i Orjol i dåvarande Ryska SFSR, är en rysk kommunistisk politiker och f.d. överste i sovjetiska armén. Sedan 1993 är han ledare för Ryska federationens kommunistiska parti och har flera gånger ställt upp som presidentkandidat, och samtliga gånger hamnat på andra plats.

## Biografi
Ziuganov blev medlem av Sovjetunionens kommunistiska parti 1968.. Mellan 1963 till 1966 tjänstgjorde han som överste i sovjetiska armen, stationerad i Östtyskland. Han ledde det kommunistiska ungdomsförbundet Komsomol i Orjol oblast från 1972 till 1974 och var från 1974 till 1983 sekreterare och därefter andresekreterare i kommunistpartiets avdelning i Orjol oblast.
Han flyttade till Moskva 1983 och arbetade på olika chefsposter inom kommunistpartiets propagandaavdelning till 1990. I samband med Sovjetunionens upplösning var han en av reformmotståndarna och en av initiativtagarna till att 1990 skapa ett eget kommunistparti för Ryska SFSR, skilt från det sovjetiska. Detta parti blev senare Ryska federationens kommunistparti (KPRF), och Ziuganov blev dess ledare 1993. Han valdes även in i statsduman 1993 och har därefter blivit omvald vid samtliga dumaval.

## Kommunistpartiet under Ziuganov
Ziuganov har under sin långa tid som partiledare lyckas behålla en stor del av vänsterkrafterna samlade inom KPRF, vilket har bidragit till att partiet har fortsatt att vara ett av de viktigaste i rysk politik. I dumavalen 1995 och 1999 var KPRF det största partiet i Statsduman, medan det i valen 2003, 2007, 2011 och 2016 har varit näst störst efter ”presidentpartiet” Enade Ryssland. Valet 2011 innebar en betydande framgång för KPRF jämfört med valet 2007, med 19,2 procent av rösterna och 92 av 450 mandat, men 2016 föll partiet ner till ett något lägre stöd än 2007.
KPRF:s politiska program under Ziuganovs ledning har haft starka inslag av nostalgi för Sovjettiden, och då den politiska linjen före den sovjetiska reformeran. På 1990-talet innebar det bland annat en stark opposition mot president Boris Jeltsin, och partiet har även velat stärka Rysslands position som stormakt och statens inflytande över den ryska ekonomin. Partiet framhåller bland annat Josef Stalin som ett ideal. KPRF har också velat värna de etniska ryssarnas ställning i de tidigare sovjetrepublikerna, och hävdar att ryssarnas ställning är hotad även i Ryssland. KPRF:s valframgångar 1995 och Ziuganovs valkampanj i presidentvalet 1996 ledde bland annat till att Jeltsin lade sig till med en mer rysknationalisk retorik i sin egen valrörelse, vilket var framgångsrikt i den allmänna opinionen.
Ziuganov och KPRF har framför allt en stark ställning bland pensionärer och fattiga personer på landsbygden.

## Presidentval

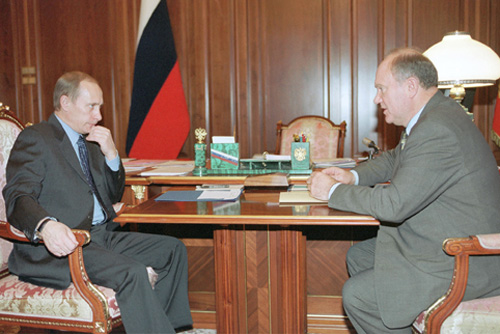
Putin och Ziuganov 2000.

Ziuganov ställde för första gången upp som kandidat i presidentvalet 1996. Han fick 32,5 procent av rösterna i den första valomgången, men förlorade mot den sittande presidenten Boris Jeltsin i den andra valomgången, med 40,7 procent mot 54,4 procent.
I presidentvalet 2000 fick Ziuganov näst flest röster med 29,5 procent. Segraren i valet var interimspresidenten Vladimir Putin, som fick en absolut majoritet av rösterna med 53,4 procent, vilket innebar att det inte blev någon andra valomgång.
2004 ställde han inte upp i presidentvalet. I stället var Nikolaj Charitonov kommunistpartiets kandidat mot den sittande president Putin. Charitonov fick lägre röstsiffror än Ziuganov uppnått.
I presidentvalet 2008 ställde Ziuganov åter upp, och fick åter näst flest röster med 18,0 procent. Segraren denna gång var Dmitrij Medvedev, premiärminister under Putin, som fick 71,2 procent redan i första valomgången.
I presidentvalet 2012 kom Ziuganov ännu en gång på andra plats, denna gång med 17,2 procent. Segrade gjorde premiärministern och tidigare presidenten Vladimir Putin, med 63,6 procent av rösterna i den första omgången.